# 11. SS-prostovoljna tankovsko-grenadirska divizija »Nordland«
Za druge 11. divizije glejte 11. divizija.
11. SS-Freiwilligen-Panzergrenadier-Division »Nordland« (dobesedno slovensko 11. SS-prostovoljna tankovskogrenadirska divizija »Nordland«) je bila ena izmed oklepno-mehaniziranih (t. i. Panzergrenadiere) divizij v sestavi Waffen-SS med drugo svetovno vojno.
To je bila druga divizija Waffen-SS, ki so jo primarno sestavljali severnoevropski pripadniki; prva je bila 5. SS-Panzer-Division »Wiking«.

## Razvoj
- Kampfverband Waräger (februar 1943)
- Germanische-Freiwilligen-Division	(februar–april 1943)
- SS-Panzergrenadier-Division 11 (Germanische) (april–julij 1943)
- 11. SS-Panzergrenadier-Freiwilligen-Division »Nordland« (julij–oktober 1943)
- 11. SS-Freiwilligen-Panzergrenadier-Division »Nordland« (oktober 1943–maj 1945)

## Vojna služba
| Datum          | Korpus                              | Armada                | Armadna skupina          | Področje (vir)     |
| avgust 1943    | BdE                                 |                       |                          |                    |
| september 1943 | BdE                                 | 2. tankovska armada   | Armadna skupina F        | Hrvaška            |
| december 1943  | transport                           |                       | Armadna skupina Sever    | Leningrad          |
| januar 1944    | III. (germanisches) SS-Panzer-Korps | 18. armada            | Armadna skupina Sever    | Leningrad          |
| februar 1944   | LIV. Armeekorps                     | 18. armada            | Armadna skupina Sever    | Leningrad          |
| marec 1944     | Armadna skupina Sever               | Armadna skupina Sever | Armadna skupina Sever    | Narva              |
| oktober 1944   | III. (germanisches) SS-Panzer-Korps | rezerva               | Armadna skupina Sever    | Kurlandija         |
| november 1944  | III. (germanisches) SS-Panzer-Korps | 18. armada            | Armadna skupina Sever    | Kurlandija         |
| januar 1945    | III. (germanisches) SS-Panzer-Korps | 18. armada            | Armadna skupina Sever    | Liepāja            |
| februar 1945   | III. (germanisches) SS-Panzer-Korps | 11. armada            | Armadna skupina Weichsel | Vzhodna Pomeranija |
| marec 1945     | III. (germanisches) SS-Panzer-Korps | 3. tankovska armada   | Armadna skupina Weichsel | Odra               |
| april 1945     | 3. tankovska armada                 | 3. tankovska armada   | Armadna skupina Weichsel | Odra               |
| maj 1945       | LIV. Armeekorps                     |                       |                          | Berlin             |

## Organizacija
- štab
- SS-Panzergrenadier Regiment 23 »Norge«
- SS-Panzergrenadier Regiment 24 »Danmark«
- SS-Panzer Abteilung 11 »Herman von Salza«
- SS-Panzer Artillerie Regiment 11
- SS-Panzer-Aufklärungs Abteilung 11
- SS-Sturmgeschutz Abteilung 11
- SS-Panzerjager Abteilung 11
- SS-Nachrichtung Abteilung 11
- SS-Pionier Battalion 11
- SS-Nachrichtung Abteilung Truppen 11
- SS-Nachschub Truppen 11
- SS-Instandsetzungs Abteilung 11
- SS-Wirtschafts Abteilung 11
- SS-Kriegsberichter-Zug 11
- SS-Feldgendarmerie-Trupp 11
- SS-Feldersatz-Battalion 11
- SS-Bewährungs-Kompanie 11
- SS-Sanitäts-Abteilung 11
- SS-Werfer-Battalion 521
- Britisches Freikorps

## Poveljstvo
Poveljnik
- SS-Brigadeführer Franz Augsberger (22. marec 1943–1. maj 1943)
- SS-Gruppenführer Fritz Scholz (1. maj 1943–27. julij 1944)
- SS-Brigadeführer Joachim Ziegler (27. julij 1944–25. april 1945)
- SS-Brigadeführer Gustav Krukenberg (25. april 1945–8. maj 1945)

Načelnik štaba
- SS-Hauptsturmführer Kille (22. marec 1943–1. april 1943)
- SS-Obersturmbannführer Helmut von Vollard-Bockelberg (1. april 1943–1944)
- SS-Sturmbannführer Rüdiger Weitzdörfer (1944–1. julij 1944)
- SS-Obersturmbannführer Erich von Bock und Polach (oktober 1944–marec 1945)
- SS-Obersturmbannführer Herbert Wienczek (marec 1945–maj 1945)

Oskrbovalni častnik
- SS-Sturmbannführer Gerhard Noatzke (1. april 1943–1944)
- SS-Hauptsturmführer Joachim Tiburtius (1944–1. marec 1945)

## Pripadniki
Narodnostna sestava
Prvotno je bila divizijska narodnostna sestava sledeča: 25% Nemci (večina poveljniškega in specialističnega moštva), 35% Volksdeutscherjev in 40% Skandinavcev. Z razvojem vojne se je narodnostna sestava spreminjala v korist Nemcev, saj so imeli vse manj skandinavskih prostovoljcev.
Največje narodnostne skupine so tako bile: Nemci, Danci, Norvežani in Nizozemci. Manjše so bile Švicarji, Švedi, Flamci,...
Nosilci viteškega križca železnega križca
- SS-Hauptsturmführer Josef Bachmeier
- SS-Sturmbannführer Fritz Bunse
- SS-Unterscharführer Egon Christoffersen
- SS-Untersturmführer Karlheinz Gieseler
- SS-Hauptsturmführer Martin Gürz
- SS-Hauptsturmführer Heinz Hämel
- SS-Oberscharführer Albert Hektor
- SS-Obersturmführer Willi Hund
- SS-Obersturmbannführer Friedrich Wilhelm Karl
- SS-Obersturmbannführer Paul Albert Kausch
- SS-Obersturmbannführer Fritz Knöchlein
- SS-Obersturmbannführer Albrecht Krügel
- SS-Obersturmführer Georg Langendorf
- SS-Sturmbannführer Hans-Heinrich Lohmann
- SS-Hauptscharführer Siegfried Lüngen
- SS-Sturmbannführer Hermann Potschka
- SS-Sturmbannführer Rudolf Saalbach
- SS-Gruppenführer und Generalleutnant der Waffen-SS Fritz von Scholz
- SS-Sturmbannführer Karlheinz Schulz-Streek
- SS-Hauptsturmführer Walter Seebach
- SS-Unterscharführer Caspar Spork
- SS-Hauptsturmführer Richard Spörle
- SS-Obersturmbannführer Arnold Stoffers
- SS-Hauptsturmführer Fritz Vogt
- SS-Oberscharführer Philip Wild
- SS-Brigadeführer und Generalmajor der Waffen-SS Joachim Ziegler

Nosilci nemškega križca v zlatu
| Čin                     | Ime                      | Datum podelitve    |
| SS-Obersturmbannführer  | Helmut von Bockelberg    | 19. avgust 1944    |
| SS-Untersturmführer     | Richard Braunstein       | 27. oktober 1944   |
| SS-Obersturmführer      | Clemens Dederichs        | 30. april 1944     |
| SS-Obersturmführer      | Paul Falke               | 1. november 1943   |
| SS-Obersturmführer      | Heinz Fechner            | 12. marec 1944     |
| SS-Obersturmführer      | Erhard Göttlich          | 30. april 1944     |
| SS-Hauptsturmführer     | Artur Grathwol           | 29. avgust 1944    |
| SS-Hauptscharführer     | Kurt Heindal             | 29. april 1945     |
| SS-Obersturmführer      | Rolf Holzboog            | 17. september 1944 |
| SS-Obersturmbannführer  | Friedrich-Wilhelm Karl   | 19. avgust 1944    |
| SS-Hauptsturmführer     | Walter Körner            | 28. april 1944     |
| SS-Hauptsturmführer     | Otto Kroll               | 30. december 1944  |
| SS-Hauptscharführer     | Kurt Kühne               | 17. september 1944 |
| SS-Oberscharführer      | Karl Kutsch              | 7. januar 1945     |
| SS-Untersturmführer     | Georg Langendorf         | 12. marec 1944     |
| SS-Hauptsturmführer     | August Loderhose         | 20. januar 1945    |
| SS-Obersturmführer      | Siegfried Lorenz         | 30. december 1944  |
| SS-Hauptsturmführer     | Herbert Meyer            | 14. oktober 1944   |
| SS-Obersturmbannführer  | Walter Plöw              | 13. januar 1945    |
| SS-Sturmbannführer      | Hermann Potschka         | 29. marec 1944     |
| SS-Untersturmführer     | Karl von Renteln         | 28. november 1944  |
| SS-Obersturmführer      | Rudolf Rott              | 18. december 1944  |
| SS-Hauptsturmführer     | Karl-Heinz Schulz-Streek | 19. avgust 1945    |
| SS-Hauptsturmführer     | Per Sörensen             | 14. oktober 1944   |
| SS-Obersturmführer      | Ernst-Richard Stübben    | 27. oktober 1944   |
| SS-Hauptsturmführer     | Rudolf Ternedde          | 23. april 1945     |
| SS-Hauptscharführer     | Karl Theilacker          | 28. november 1944  |
| SS-Hauptsturmführer     | Gunther Viercks          | 25. marec 1944     |
| SS-Oberscharführer      | Alfred Wedel             | 30. marec 1945     |
| SS-Obersturmbannführer  | Hermengild Westphalen    | 23. april 1944     |
| SS-Standartenoberjunker | Georg Wille              | 17. september 1944 |